# New Theatre
New Theatre je divadlo v Cardiffu ve Spojeném království, od roku 1975 zapsané v seznamu listed building (druhý stupeň). Postaveno bylo počátkem 20. století podle návrhu londýnské architektonické firmy Ernest Runtz and Ford a k jeho otevření došlo 10. prosince 1906 představením Shakespearovy hry Večer tříkrálový aneb Cokoli chcete v podání společnosti Herberta Beerbohma Treea. V roce 1917 zde byl za doprovodu orchestru promítán první film, Zrození národa (1915) režiséra D. W. Griffitha. Ve 20. letech byly některá představení a koncerty přenášeny rozhlasovou stanicí BBC. V průběhu let zde vystupovali například Shirley Bassey, Sarah Bernhardt, Tom Jones, Laurel a Hardy a Anna Pavlovová. V roce 1965 zde proběhla předpremiéra Pinterovy hry Návrat domů. V letech 1954–2004 bylo New Theatre domovskou scénou Velšské národní opery (později se jí stala nová budova Wales Millennium Centre). V roce 1994 byla ve foyer odhalena bronzová busta spisovatele Gwyna Thomase od sochaře Roberta Thomase. Kapacita divadla je 1144 návštěvníků. Od roku 2021 je jeho provozovatelem londýnská společnost Trafalgar Entertainment.